# Садикеж (Томашовський повіт)
Садикеж (пол. Sadykierz) — село в Польщі, у гміні Жечиця Томашовського повіту Лодзинського воєводства.
Населення — 549 осіб (2011).
У 1975-1998 роках село належало до Пйотрковського воєводства.

## Демографія
Демографічна структура станом на 31 березня 2011 року:
|          | Загалом | Допрацездатний вік | Працездатний вік | Постпрацездатний вік |
| -------- | ------- | ------------------ | ---------------- | -------------------- |
| Чоловіки | 281     | 65                 | 186              | 30                   |
| Жінки    | 268     | 53                 | 157              | 58                   |
| Разом    | 549     | 118                | 343              | 88                   |